# Cocconotus degeeri
Cocconotus degeeri är en insektsart som först beskrevs av Carl Stål 1861.  Cocconotus degeeri ingår i släktet Cocconotus och familjen vårtbitare. Inga underarter finns listade i Catalogue of Life.